# Malinda Lo
Pour les articles homonymes, voir Malinda et Lo.
Malinda Lo, née en 1974 en Chine, est une romancière américano-asiatique, auteure de littérature d'enfance et de jeunesse, et défenseure de la représentation des personnes LGBT et plus généralement de la diversité dans la littérature.

## Biographie

### Enfance et formation
Née en Chine, Malinda Lo émigre aux États-Unis, dans le Colorado, avec sa famille à l'âge de trois ans,.
Sa mère est pianiste et son père ingénieur électricien.
À l'âge de six ans, elle change son prénom chinois en Malinda afin que les Américains puissent le prononcer correctement.
Elle obtient un diplôme du Wellesley College et une maîtrise de l'Université Harvard. Elle s'inscrit ensuite à l'Université Stanford, où elle obtient également une maîtrise. Mais elle ne terminera pas son doctorat en anthropologie.

### Carrière
Elle commence à écrire en participant au blog AfterEllen.com à partir de 2003 et en devient un temps rédactrice en chef,. Durant cette période, elle contribue également au magazine lesbien Curve. 
En 2009, elle publie Ash, son premier roman de littérature d'enfance et de jeunesse, dans lequel elle propose une relecture de Cendrillon en explorant le lesbianisme. Le livre est nommé pour un prix Lambda Literary, et est également finaliste du William C. Morris YA Debut Award, du Prix Andre-Norton et du Mythopoeic Fantasy Award. Le roman reçoit en outre une critique étoilée dans Kirkus Reviews et Publishers Weekly.
La suite de Ash, Huntress, publié en 2011, est finaliste du prix Lambda Literary et figure parmi la liste de l'American Library Association Best Book for Young Adults. Le livre est en fait une préquelle de Ash puisque l'histoire se déroule dans un passé lointain. Il peut néanmoins se lire indépendamment de Ash et possède un certain nombre de différences, à commencer par l'immersion dans les légendes et culture chinoises. Les deux personnages principaux sont des femmes fortes, qui manient la magie et les flèches.
Adaptation, pour les adolescents de treize ans et plus, sort en 2012. Les critiques de Kirkus Reviews écrivent : « Malgré la seconde moitié plus faible, placez-le sur l'étagère entre Little Brother de Cory Doctorow et la série télévisée The X-Files ». Le livre évoque l'histoire d'adolescents, mêlés à des crashs d'avions causés par des impacts d’oiseaux et des dissimulations gouvernementales, et parle également de leurs relations amoureuses,. 
La suite d'Adaptation, intitulée Inheritance, est publiée en 2013. Elle continue l'histoire des adolescents toujours ancrée dans les questions d’identité d'une part, entre homosexualité et hétérosexualité, et de complots d'autre part. Comme dans The X-Files, des extraterrestres entrent en contact avec l'humanité. Le livre est nommé pour un prix Lambda Literary. 
Line in the Dark est publié en 2017 et nommé meilleur livre jeunes adultes par Kirkus Reviews et Vulture. 
Parallèlement, Malinda Lo publie régulièrement des articles et des critiques sur la littérature d'enfance et de jeunesse dans Publishers Weekly,The New York Times, NPR, The Huffington Post et The Toast. Elle écrit aussi plus d'une dizaine de nouvelles.
Elle est lauréate en 2021 du National Book Award dans la catégorie Littérature jeunesse (Young People's Literature), pour Last Night at the Telegraph Club. Ce roman pour jeunes adultes est également un best-seller du New York Times, lauréat du Stonewall Book Award, du Asian/Pacific American Award for Literature et est un livre d'honneur de Michael L. Printz. Les bibliothèques publiques de New York, Boston et Chicago ont nommé Last Night at the Telegraph Club comme étant leur meilleur livre pour jeunes adultes/adolescents de 2021. 
Last Night at the Telegraph Club se déroule dans le quartier chinois de San Francisco en 1954, au plus fort de la vague anticommuniste qui balaye les États-Unis à cette époque, dans un contexte tendu où sont diabolisés les homosexuels et les immigrés. Le roman raconte l'histoire amoureuse de deux jeunes femmes,. 
En 2022 sort A Scatter of Light, qui parle d'une diplômée du Wellesley College qui passe l'été dans le nord de la Californie avant d'aller à l'université MIT . Il est lié au roman Last Night at the Telegraph Club dont les personnages principaux font une apparition car une grande partie des deux livres se déroule dans le même quartier. L'histoire en revanche est différente,. Le livre remporte le massachusetts book award 2023.  
En 2023, Malinda Lo est sélectionnée pour le prestigieux prix suédois, le Prix commémoratif Astrid-Lindgren. 

### Engagements
Malinda Lo œuvre pour sensibiliser à la diversité dans la littérature, en particulier dans les livres pour jeunes adultes en collaboration avec l'ONG We Need Diverse Books. 
En 2013, elle est également nommée membre du corps professoral de la retraite d'écrivains de la Lambda Literary Foundation pour les voix LGBT émergentes aux côtés de Samuel R. Delany, Sarah Schulman et le poète David Groff,. Elle reçoit en outre le prix commémoratif Sarah Pettit pour l'excellence en journalisme LGBT décerné par la National Gay and Lesbian Journalists Association.
Elle déclare également qu'il est impératif de mettre en lumière les « personnes de couleur qui ont été oubliées au fil des ans ». Elle s'inquiète particulièrement de la hausse des violences aux États-Unis, au début des années 2020, à l'encontre des Américains d'origine asiatique et les insulaires du Pacifique. 
Elle se déplace enfin dans les établissements scolaires pour parler de sa carrière d'écrivaine ou de ce qu'elle pense de l'interdiction de ses romans LGBT dans certains états des États-Unis,. 

### Vie privée
Elle réside à Boston dans le Massachusetts avec sa femme, Amy Lovell, qui est avocate,.

## Œuvre

### SérieAsh
1. (en) Ash, 2009
2. (en) Huntress, 2011

### SérieReese Holloway
1. (en) Adaptation, 2012
2. (en) Inheritance, 2013

### SérieTelegraph Club
1. (en) Last Night at the Telegraph Club, 2020
2. (en) A Scatter of Light, 2022

### Nouvelles
- (en) The Fox, 2011
- (en) One True Love, 2012
- (en) Good Girl, 2012
- (en) Ghost Town, 2013
- (en) The Twelfth Girl, 2014

## Prix et distinctions
- 2009 : Sélection Prix Andre-Norton pour son roman Ash[6]
- 2010 : Sélection 22e prix Lambda Literary dans la catégorie LGBT Children's/Young Adult pour son roman Ash[6]
- 2010 : Sélection Prix Locus du meilleur premier roman pour son roman Ash[21]
- 2012 : Sélection Prix Locus du meilleur roman pour jeunes adultes pour son roman Huntress[22]
- 2012 : Sélection 24e prix Lambda Literary dans la catégorie LGBT Children's/Young Adult pour son roman Huntress[6]
- 2013 : Sélection 25e prix Lambda Literary dans la catégorie LGBT Children's/Young Adult pour son roman Adaptation[11]
- 2021 : National Book Award catégorie Littérature jeunesse (Young People's Literature), pour Last Night at the Telegraph Club[1]
- 2023 :  Sélection pour le Prix commémoratif Astrid-Lindgren[18]